# 初恋之音
「初恋之音」（日语：初恋ノオト）是花澤香菜以个人名义发表的第2张單曲。于2012年7月18日由Aniplex發行。

## 概要
距前作「星空☆终点站」发行三个月后发行的第二张单曲、以「夏（水色）」作为主题。音樂錄影帶中花澤香菜的造型是花澤本人喜歡的可愛系服裝和草帽的組合。

## 収録曲
（全作詞・作曲・編曲：中塚武）
1. 初恋ノオト [4:46]
2. 裸足のvacation!! [4:33]
3. 虹のそら [4:55]
4. 初恋ノオト（Instrumental）

DVD（只隨初回限定盤附贈）
1. 初恋ノオト Music Clip

## 備註
1. ↑  花澤香菜.  (访谈). 2012-07-10  [2012-07-19 14:25].  HMV. （原始内容存档于2013-02-25）.

## 外部連結
- 索尼音樂在線商店介紹
  - 初回限定盤[永久]
  - 通常盤